# Доктор Ливси (Остров сокровищ, 1988)
До́ктор Ли́вси — один из главных героев советского полнометражного мультфильма «Остров сокровищ» 1988 года, основанный на одноимённом персонаже романа Роберта Льюиса Стивенсона «Остров сокровищ». Известен своей обаятельной улыбкой, оптимизмом и заразительным смехом, ставшим предметом для шуток и мемов. Озвучен советским актёром Евгением Паперным.

## Описание
В мультфильме в досье приводится краткая характеристика персонажа: «Доктор Ливси — очень хороший и весёлый человек. Характер общительный. Не женат».
Как отмечает издание Russia Beyond, доктор Ливси представлен в мультфильме как «по-настоящему весёлый парень». Всегда смеясь (даже при осмотре своих пациентов) широкой белозубой ухмылкой, он с игривой лёгкостью сбивает врагов с ног — доктор умеет фехтовать и хорошо стреляет. Элегантный и всегда одетый в белый парик (потому что он не только врач, но и судья местного сообщества), доктор Ливси играет ключевую роль в получении сокровищ и помогает Джиму, главному герою, бежать от мстительных пиратов.
В интервью актёр Евгений Паперный, озвучивший Ливси, заявил, что прототипом голоса персонажа послужил его друг — драматург Леонид Слуцкий. Паперный спародировал его, и аниматору Давиду Черкасскому это понравилось.
Ливси из оригинальной книги, по сравнению с его мультяшным вариантом, серьёзен и осторожен, курит трубку и не является сторонником здорового образа жизни.

## В мультфильме
Доктор впервые появляется в трактире «Адмирал Бенбоу». Там он оказывает помощь потерявшему сознание Билли Бонсу. Судя по всему, «капитан» доверяет врачу, поэтому рекомендует Джиму в чрезвычайной ситуации «скакать к доктору». Именно это Джим и делает после смерти Бонса.
По приезде в особняк сквайра Трелони, Джим сообщает доктору и Трелони о карте сокровищ. Получив карту, Ливси и Трелони решают заняться набором команды для организации экспедиции на остров.
Позже, когда Джим узнаёт об измене команды «Испаньолы», он рассказывает своим товарищам о готовящемся мятеже. Ливси и остальным удаётся, несмотря на артиллерийский огонь, покинуть охраняемый пиратами корабль и перебраться на остров. Джентльмены занимают форт и переходят к обороне позиции. Во время отсутствия Джима, ушедшего, чтобы угнать «Испаньолу», доктор с Сильвером договариваются о передаче пиратам форта и карты. Также Ливси встретился с Беном Ганном, диалог которых остался за кадром.
Позже, когда пираты идут искать сокровища, Ливси с остальной лояльной командой организует ловушку и доводит оставшихся в живых пиратов до обморока демонстрацией вреда курения. После погрузки сокровищ на корабль он вместе с остальными возвращается домой.

## Популярность
Доктор Ливси из советского мультфильма 1988 года «Остров сокровищ» обрёл особую популярность. Зрителям очень запомнился образ персонажа, который на протяжении всего мультфильма не переставал улыбаться и заразительно смеяться. В России популярности персонажа поспособствовал паблик ВКонтакте «Мемы по Острову сокровищ на каждый день». Персонаж стал популярным героем интернет-мемов 2020, 2021 и 2022 годов.

### Смех доктора Ливси (2020)
В 2020 году возник демотиватор с изображением доктора Ливси с подписью «Ахахахахах», который впоследствии разошёлся по Рунету. Для фанатов Ливси звукоподражание мощному смеху персонажа стало мемом и отсылкой к советскому «Острову сокровищ».

### «Светлая и тёмная сторона доктора Ливси» (2021)
Мемы выявили «тёмную сторону» Ливси, которая была показана с помощью мрачного изображения. Этот образ стал использоваться для демонстрации различных аспектов одной и той же повседневной ситуации. В Рунете изображение с «тёмным Ливси» не получило особого развития, но среди общественности паблика «Мемы по Острову сокровищ на каждый день» она стала доминирующей темой.
В конце июля 2021 года был создан двухпанельный мем, на котором Ливси с улыбкой нюхает цветок, и его «тёмной» версией. За основу мема было взято «мрачное» фото Ливси из его досье. С помощью такого изображения часто обыгрывались два эпизода пословиц и поговорок. В конце лета и начала осени «тёмный Ливси» оставался популярным персонажем шуток. В середине сентября мем попал в такие крупные паблики, таких как MDK. Со временем «тёмный Ливси» становился всё более жутким персонажем и заработал собственную мифологию. В новой версии мема персонажа представили в образе злой и вечно голодной нечисти. Пользователи TikTok уловили эту тенденцию и стали выкладывать арты «тёмного Ливси», сопровождая их тревожной музыкой. Тренд распространился и во ВКонтакте, включая паблик «Мемы по Острову сокровищ на каждый день». Пользователи называли Ливси то «Оно», то пациентом с истерическим смехом из Бристольской психиатрической больницы, то монстром, живущим на руинах той же больницы, то инициатором «Бристольской резни».
В конце 2021 года фигурка доктора Ливси стала бестселлером на Ozon.

### «Доктор Ливси идёт под фонк» (2022)
В июле 2022 года в TikTok был опубликован короткий отрывок из мультфильма на композицию «Why Not» российского фонк-музыканта Ghostface Playa, получивший условное название «Доктор Ливси идёт». Впоследствии он стал вирусным. Видео было опубликовано пользователем TikTok weirdyunus и собрало на площадке более 4,5 млн просмотров. В этом клипе доктор Ливси произносит реплику «Слово „ром“ и слово „смерть“ для вас означает одно и то же». Затем Ливси вместе с Джимом Хокинсом и сквайром Трелони входит в трактир «Подзорная Труба», передвигаясь с определённым пафосом. Клип стал шаблоном мема «Доктор Ливси идёт под фонк».
Набрав достаточную популярность на TikTok, 14 августа 2022 года мем получил огромный всплеск поисковых запросов в Google. Тренд с героем советского мультфильма после распространения в TikTok стал вирусным и в Твиттере. Благодаря чрезмерно уверенной походке докторе Ливси и его ослепительной улыбке родились сотни новых мемов. Пользователи стали «помещать» персонажей «Острова сокровищ» в миры известных видеоигр и мультфильмов. О тренде с Ливси сообщили на телеканале РЕН ТВ.
Крепкое телосложение, уверенность в себе и смелая походка Ливси напомнили пользователям сети другого мемного персонажа — Гигачада. Например, популярным стал арт, в котором сочетаются образы Гигачада и доктора Ливси. В энергичном образе доктора Ливси увидели улучшенную версию сигма-мена — мужчины, не нуждающегося в одобрении окружающих.

## Оценки
О популярности доктора Ливси говорил озвучивший его актёр Евгений Паперный: «Доктор Ливси — такой оскал в 33 зуба и вообще оптимист, такой мужчина-самец. Он был замечателен яркостью характера, который создал [аниматор] Черкасский. <…> Это слава богу, что так происходит. Этот образ стал мемом, потому что он несёт такой запас мажора, энергетики и оптимизма, что дай бог, если он станет символом мужского характера».
Благодаря обаятельной улыбке, оптимизму и заразительному смеху доктор Ливси стал образцом маскулинности и даже секс-символом для пользователей социальных сетей. Издание Russia Beyond называет доктора Ливси «Гигачадом» советского времени («советские дети наслаждались энергией Гигачада задолго до того, как появился Гигачад»). Как пишет Aroged.com, доктор Ливси «уходит от задумчивого одиночки и становится энергичным, улыбчивым, смелым и уверенным в себе».
Писатель-фантаст Сергей Лукьяненко, поклонник доктора Ливси, объяснил популярность персонажа следующим образом: «Доктор Ливси — это очень колоритный персонаж, который прям напрашивается на мемы, те или иные картиночки со всеми его репликами. Просто очень удачная адаптация из книги, превращение его в комедийного, конечно, совершенно уже не отвечающего оригиналу, но очень смешного, забавного персонажа. Дальше уже в какой-то момент этот образ оказывается востребованным, отвечающим настроению людей и их духу. Он начинает жить новой жизнью. Такое бывает иногда».